# Алтайски певец
Алтайски певец (Phylloscopus humei) е вид птица от семейство Phylloscopidae.

## Разпространение и местообитание
Разпространен е в Афганистан, Бангладеш, Бутан, Виетнам, Индия, Ирак, Иран, Казахстан, Китай, Лаос, Мианмар, Монголия, Непал, Обединените арабски емирства, Пакистан, Русия, Таджикистан и Тайланд.